# 丹尼尔·多伊塞尔
丹尼尔·多伊塞尔（德語：Daniel Deußer，1981年8月13日—），德国男子马术运动员。他曾代表德国参加2016年和2020年夏季奥林匹克运动会马术比赛，其中2016年奥运会获得一枚铜牌。